# Prix Goya de la meilleure direction artistique

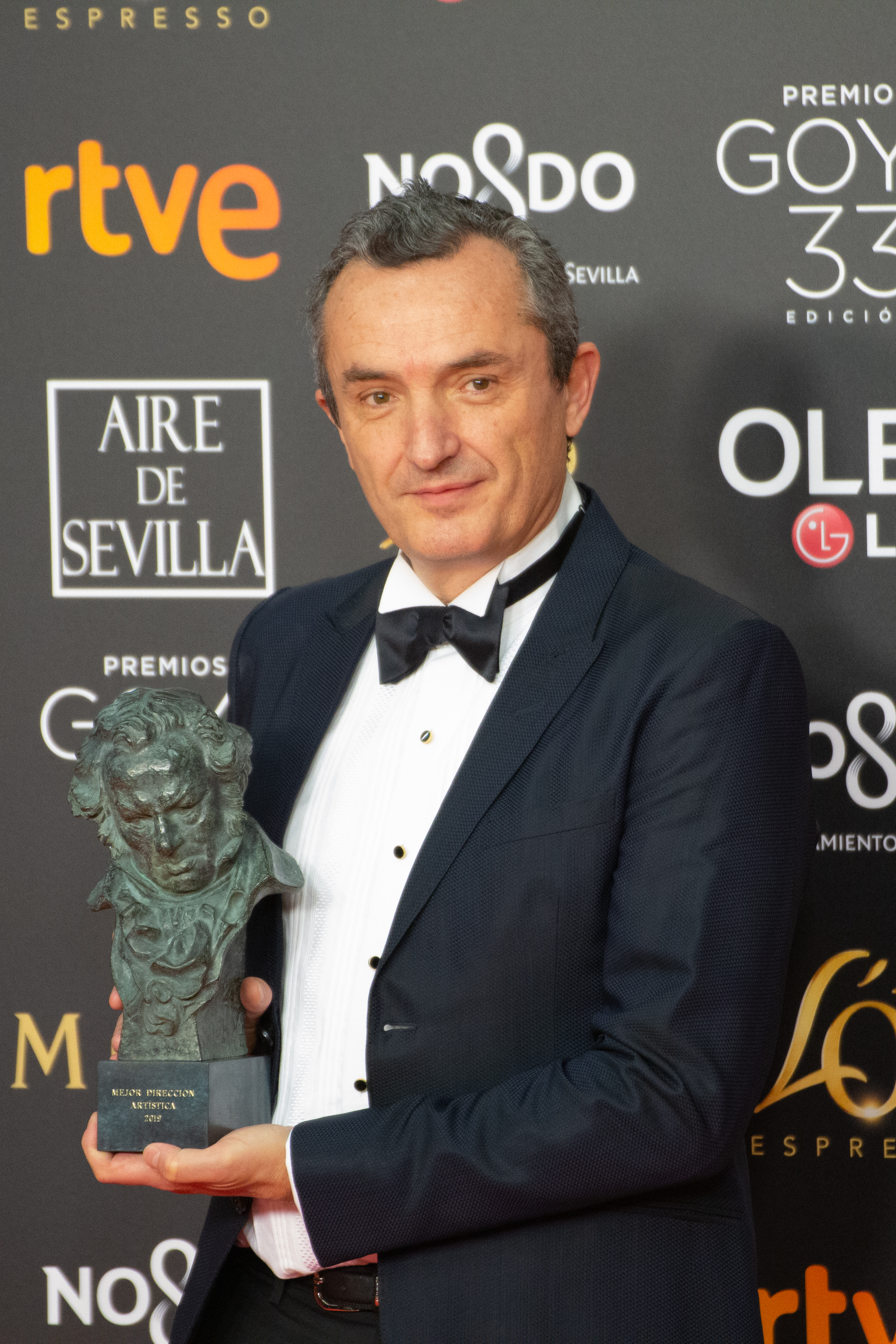
Juan Pedro de Gaspar obtenant le prix Goya.

Le prix Goya de la meilleure direction artistique (Premio Goya a la mejor dirección artística) est une récompense décernée depuis 1988 par l'Academia de las artes y las ciencias cinematográficas de España au cours de la cérémonie annuelle des Goyas.

## Palmarès

### Années 1980
- 1987 : Félix Murcia pour Dragon Rapide
  - Ramiro Gómez pour Bandera negra
  - Wolfgang Burmann pour Romanza final (Gayarre)
- 1988 : Rafael Palmero pour La casa de Bernarda Alba
  - Félix Murcia pour La Forêt animée (El bosque animado)
  - Eduardo Torre de la Fuente pour La monja alférez
- 1989 : Wolfgang Burmann pour Remando al viento
  - Gerardo Vera pour Berlín Blues
  - Terry Pritchard pour El Dorado
  - Félix Murcia pour Femmes au bord de la crise de nerfs (Mujeres al borde de un ataque de nervios)
  - Rafael Palmero pour Jarrapellejos

### Années 1990
- 1990 : Ramiro Gómez et Javier Artiñano pour Le Marquis d'Esquilache (Esquilache)
  - Francesc Candini pour El niño de la luna
  - Luis Sanz pour Les Choses de l'amour (Las cosas del querer)
  - Pierre-Louis Thévenet pour Le Rêve du singe fou (El sueño del mono loco)
  - Josep Rosell pour Si te dicen que caí
- 1991 : Rafael Palmero pour ¡Ay, Carmela!
  - Ferran Sánchez pour Attache-moi ! (¡Átame!)
  - Rafael Palmero pour Lo más natural
- 1992 : Félix Murcia pour Le Roi ébahi (El rey pasmado)
  - Fernando Sáenz et Koldo Vallés pour Beltenebros
  - Wolfgang Burmann pour Don Juan en los infiernos
- 1993 : Juan Botella pour Belle Époque (Belle epoque)
  - José Luis Arrizabalaga pour Action mutante (Acción mutante)
  - Koldo Vallés pour Le Maître d'escrime (El maestro de esgrima)
- 1994 : Félix Murcia pour Tirano Banderas
  - Alain Bainée et Javier Fernández pour Kika
  - Koldo Vallés pour Madregilda
- 1995 : Gil Parrondo pour Canción de cuna
  - Félix Murcia pour Días contados
  - Josep Rosell pour La pasión turca
- 1996 : José Luis Arrizabalaga et Biaffra pour Le Jour de la bête (El día de la bestia)
  - Wolfgang Burmann pour La Fleur de mon secret (La flor de mi secreto)
  - Javier Fernández pour La leyenda de Balthasar el Castrado
- 1997 : Félix Murcia pour Le Chien du jardinier (El perro del hortelano)
  - Ana Alvargonzález pour La Celestina
  - Pierre-Louis Thévenet pour Tranvía a la Malvarrosa
- 1998 : Félix Murcia pour Les Secrets du cœur (Secretos del corazón)
  - Antonio Cortés pour El color de las nubes
  - Josep Rosell et Balter Gallart et Le Jeune Homme amoureux (En brazos de la mujer madura)
- 1999 : Gerardo Vera pour La Fille de tes rêves (La niña de tus ojos)
  - Gil Parrondo pour El abuelo
  - Félix Murcia pour Mararía
  - Wolfgang Burmann pour Ouvre les yeux (Abre los ojos)

### Années 2000
- 2000 : Pierre-Louis Thévenet pour Goya à Bordeaux (Goya en Burdeos)
  - Josep Rosell pour La Langue des papillons (La lengua de las mariposas)
  - Antxón Gómez pour Tout sur ma mère (Todo sobre mi madre)
  - Koldo Vallés pour Volavérunt
- 2001 : Gil Parrondo et Gumersindo Andrés pour You're the One (una historia de entonces)
  - Fernando Sáenz et Ulia Loureiro pour Besos para todos
  - Luis Ramírez pour Lázaro de Tormes
  - José Luis Arrizabalaga et Biaffra pour Mes chers voisins (La comunidad)
- 2002 : Benjamín Fernández pour Les Autres (The Others)
  - César Macarrón pour Intacto
  - Josep Rosell pour Juana la Loca
  - Javier Fernández pour Sans nouvelles de Dieu (Sin noticias de Dios)
- 2003 : Salvador Parra pour Le Sortilège de Shanghai (El embrujo de Shanghai)
  - Rafael Palmero pour El alquimista impaciente
  - Félix Murcia pour El caballero Don Quijote
  - Gil Parrondo pour Historia de un beso
- 2004 : César Macarrón pour Mortadel et Filémon (La gran aventura de Mortadelo y Filemón)
  - Benjamín Fernández pour Carmen
  - Juan Pedro De Gaspar pour El lápiz del carpintero
  - Félix Murcia pour La luz prodigiosa
- 2005 : Gil Parrondo pour Tiovivo c. 1950
  - Antxón Gómez pour La Mauvaise Éducation (La mala educación)
  - Rafael Palmero pour Le Septième Jour (El séptimo día)
  - Benjamín Fernández pour Mar adentro
- 2006 : Gil Parrondo pour Ninette
  - Julio Esteban et Julio Torrecilla pour Obaba, le village du lézard vert (Obaba)
  - Félix Murcia et Federico García Cambero pour Para que no me olvides
  - Marta Blasco pour Round Two (Segundo asalto)
- 2007 : Benjamín Fernández pour Capitaine Alatriste (Alatriste)
  - Eugenio Caballero pour Le Labyrinthe de Pan (El laberinto del fauno)
  - Bárbara Pérez-Solero et Maria Stilde Ambruzzi pour Los Borgia
  - Salvador Parra pour Volver
- 2008 : Josep Rosell pour L'Orphelinat (El orfanato)
  - Eduardo Hidalgo pour Las 13 rosas
  - Gil Parrondo pour Luz de domingo
  - Wolfgang Burmann pour Oviedo Express
- 2009 : Antxón Gómez pour Che
  - Koldo Vallés pour La conjura de El Escorial
  - Balter Gallart pour Los girasoles ciegos
  - Gil Parrondo pour Sangre de mayo

### Années 2010
- 2010 : Guy Hendrix Dyas pour Agora
  - Antón Laguna pour Cellule 211 (Celda 211)
  - Marcelo Pont Vergés pour Dans ses yeux (El secreto de sus ojos)
  - Verónica Astudillo pour El baile de la Victoria
- 2011 : Ana Alvargonzález pour Pain noir (Pa negre)
  - Edou Hydallgo pour Balada triste (Balada triste de trompeta)
  - Brigitte Broch pour Biutiful
  - César Macarrón pour Lope
- 2012 : Juan Pedro de Gaspar pour Blackthorn
  - Laia Colet pour Eva
  - Antxón Gómez pour La piel que habito
  - Antón Laguna pour Pas de répit pour les damnés (No habrá paz para los malvados)
- 2013 : Alain Bainée pour Blancanieves
  - Pepe Domínguez del Olmo pour Groupe d'élite (Grupo 7)
  - Pilar Revuelta pour L'Artiste et son modèle (El artista y la modelo)
  - Eugenio Caballero pour The Impossible (Lo imposible)
- 2014 : Biaffra et José Luis Arrizabalaga pour Les Sorcières de Zugarramurdi (Las brujas de Zugarramurdi)
  - Llorenç Miquel pour Alacrán enamorado
  - Isabel Viñuales pour Amours cannibales (Caníbal)
  - Juan Pedro De Gaspar pour Zip et Zap (Zipi y Zape y el club de la canica)
- 2015 : Pepe Domínguez del Olmo pour La isla mínima
  - Víctor Monigote pour Agents super zéro (Mortadelo y Filemón contra Jimmy el Cachondo)
  - Patrick Salvador pour Autómata
  - Antón Laguna pour El Niño
- 2016 : Antón Laguna pour Palmiers dans la neige (Palmeras en la nieve)
  - Pilar Quintana et Jesús Bosqued pour La novia
  - Biaffra et José Luis Arrizabalaga pour Mi gran noche
  - Alain Bainée pour Personne n'attend la nuit (Nadie quiere la noche)
- 2017 : Eugenio Caballero pour Quelques minutes après minuit (A Monster Calls)
  - Carlos Bodelón pour 1898, los últimos de Filipinas
  - Pepe Domínguez del Olmo pour L'Homme aux mille visages (El hombre de las mil caras)
  - Juan Pedro De Gaspar pour La Reine d'Espagne (La reina de España)
- 2018 : Mikel Serrano pour Handia
  - Alain Bainée pour Abracadabra
  - Javier Fernández pour Oro, la cité perdue (Oro)
  - Llorenç Miquel pour The Bookshop
- 2019 : Juan Pedro De Gaspar pour Gun City (La sombra de la ley)
  - Benjamín Fernández pour L'Homme qui tua Don Quichotte (The Man Who Killed Don Quixote)
  - Rosa Ros pour Le Photographe de Mauthausen (El fotógrafo de Mauthausen)
  - Balter Gallart pour Superlópez

### Années 2020
- 2020 : Juan Pedro De Gaspar pour Lettre à Franco (Mientras dure la guerra)
  - Mikel Serrano pour Les Avantages de voyager en train (Ventajas de viajar en tren)
  - Antxón Gómez pour Douleur et Gloire (Dolor y gloria)
  - Pepe Domínguez del Olmo pour Une vie secrète (La trinchera infinita)
- 2021 : Mikel Serrano pour Les Sorcières d'Akelarre (Akelarre)
  - César Macarrón pour Adú
  - Montse Sanz pour Black Beach
  - Mónica Bernuy pour Las niñas
- 2022 : Balter Gallart pour Les Lois de la frontière (Las leyes de la frontera)
  - César Macarrón pour El buen patrón
  - Mikel Serrano pour Les Repentis (Maixabel)
  - Antxón Gómez pour Madres paralelas

- 2023 : Pepe Domínguez del Olmo pour Prison 77 (Modelo 77)
  - Mónica Bernuy pour Nos soleils (Alcarràs)
  - José Tirado pour As bestas
  - Melanie Antón pour La piedad
  - Sylvia Steinbrecht pour Les Lignes courbes de Dieu (Los renglones torcidos de Dios)

- 2024 : Alain Bainée pour Le Cercle des neiges (La sociedad de la nieve)
  - Izaskun Urkijo pour 20000 espèces d'abeilles (20.000 especies de abejas)
  - Curru Garabal pour Fermer les yeux (Cerrar los ojos)
  - Carlos Conti pour La contadora de películas
  - Marc Pou pour Saben aquell

- 2025 : La Vierge rouge (La virgen roja)
  - El 47
  - La Chambre d'à côté (La habitación de al lado)
  - Le Retour de Saturne (Segundo Premio)
  - Septembre sans attendre (Volveréis)